# Sigismondo Scaccia
Sigismondo Scaccia est un jurisconsulte gênois du XVIIe siècle.

## Biographie
On ne sait presque rien sur sa vie, pas même la date exacte de sa naissance ou de sa mort. À cause de son célèbre ouvrage sur la lettre de change (Tractatus de commerciis et cambio, 1re éd., Rome, 1619. Nombreuses rééditions), Scaccia est considéré avec Benvenuto Stracca, Giovanni Battista de Luca, Ansaldo Ansaldi et Giuseppe Casaregi comme un des fondateurs du droit commercial. Dans son livre, il ne s’écarte pas des normes formulées par les scolastiques quant à la légitimité des opérations de change. La discussion de celles qui sont usuraires occupe des pages entières de l’ouvrage de Scaccia. Nulle part, la matière n’est traitée avec plus de détails.

## Opere
- De iudiciis, 1596-1604.

Tractatus de commerciis, 1619.

  - (la) De iudiciis causarum civilium, criminalium et haereticalium, vol. 1, Frankfurt am Main ; Leipzig, Esaias Fellgiebel, 1669 (lire en ligne).
  - (la) De iudiciis causarum civilium, criminalium et haereticalium, vol. 2, Frankfurt am Main ; Leipzig, Esaias Fellgiebel, 1669 (lire en ligne).
- (la) De commerciis et cambio, Roma, Andrea Brugiotti, 1619 (lire en ligne).
- (la) De sententia et de re iudicata, Venezia, Giacomo Scaglia, 1629 (lire en ligne).